# アーサー・コールマン

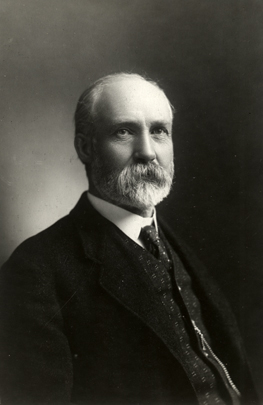
Arthur Philemon Coleman

アーサー・コールマン（Arthur Philemon Coleman、1852年4月4日 - 1939年2月26日）はカナダの地質学者である。

## 来歴
ケベック州のLachuteに生まれた。トロントのヴィクトリア・カレッジで学んだ。当時ドイツのブレスラウ大学で1881年に博士号を得た。
1882年にトロントのヴィクトリア・カレッジの地質学と自然科学の学部の教授となり、1891年から1901年の間はトロント応用科学学校（後にトロント大学に加わる。）の地質学の教授を務めた。1893年から1909年の間はオンタリオ州政府の鉱山局のために働いた。1901年から1922年はトロント大学の地質学の教授を務め、学部長などを務めた。
1900年にカナダ王立協会の会員に選ばれ、1921年にはカナダ王立協会の会長となった。1910年にカナダ王立研究所の会長に選ばれ、1915年にはアメリカ地質学会の会長に選ばれた。1910年にロンドンの王立協会フェローにも選出された。

## 受賞歴
- 1910年: マーチソン・メダル（ロンドン地質学会）
- 1928年: フラベル・メダル（カナダ王立協会）
- 1936年: ペンローズ・メダル （アメリカ地質学会）

## 著書
- 1903年: Reports on the Economic Geology of Ontario.
- 1911年: The Canadian Rockies: New and Old Trails.
- 1926年: Ice Ages, Recent and Modern.
- 1922年: Elementary Geology. (共著)